# Повіт Сера
Пові́т Се́ра (яп. 世羅郡, せらぐん, МФА: [seɾa guɴ]) — повіт в Японії, в префектурі Хіросіма.
Населення повіту 19 213 мешканців (2003), густота населення 69,04 осіб/км². Площа — 278,29 км²

## Населені пункти
- містечко Сера (утворене 1 жовтня 2004 року внаслідок об'єднання містечок Кодзан, Сера та Серанісі).